# Virsac
Virsac est une commune du Sud-Ouest de la France, située dans le département de la Gironde (région Nouvelle-Aquitaine).
Elle appartient à l'arrondissement de Blaye depuis 2006.

## Géographie

### Localisation et accès
La commune de Virsac fait partie de l'aire d'attraction de Bordeaux, et elle est située entre la route nationale 10 entre Bordeaux et Angoulême à l'est, et l'autoroute A10 entre Bordeaux et Paris dont le péage sud se trouve au centre de la commune.
La commune fait partie de l'aire d'attraction de Bordeaux et de son unité urbaine. Elle faisait auparavant partie de l'unité urbaine de Saint-André-de-Cubzac absorbée par celle de Bordeaux selon la délimitation de 2020.
Située au nord de Bordeaux, au cœur du Cubzaguais, Virsac est une commune essentiellement viticole.

### Communes limitrophes
Les communes limitrophes sont Peujard, Saint-André-de-Cubzac, Saint-Gervais, Saint-Laurent-d'Arce et Val de Virvée.
|                      | Peujard               |               |
| Saint-Laurent-d'Arce | Virsac                | Val de Virvée |
| Saint-Gervais        | Saint-André-de-Cubzac |               |

### Climat
Pour des articles plus généraux, voir Climat de la Nouvelle-Aquitaine et Climat de la Gironde.
Historiquement, la commune est exposée à un climat océanique aquitain.  
En 2020, Météo-France publie une typologie des climats de la France métropolitaine dans laquelle la commune est exposée à un climat océanique et est dans la région climatique  Aquitaine, Gascogne, caractérisée par une pluviométrie abondante au printemps, modérée en automne, un faible ensoleillement au printemps, un été chaud (19,5 °C), des vents faibles, des brouillards fréquents en automne et en hiver et des orages fréquents en été (15 à 20 jours).
Pour la période 1971-2000, la température annuelle moyenne est de 12,7 °C, avec une amplitude thermique annuelle de 14,7 °C. Le cumul annuel moyen de précipitations est de 909 mm, avec 12,4 jours de précipitations en janvier et 6,5 jours en juillet. Pour la période 1991-2020, la température moyenne annuelle observée sur la station météorologique la plus proche, située sur la commune de Saint-Gervais à 2 km à vol d'oiseau, est de 13,9 °C et le cumul annuel moyen de précipitations est de 824,9 mm,. Pour l'avenir, les paramètres climatiques de la commune estimés pour 2050 selon différents scénarios d’émission de gaz à effet de serre sont consultables sur un site dédié publié par Météo-France en novembre 2022.

## Urbanisme

### Typologie
Au 1er janvier 2024, Virsac est catégorisée ceinture urbaine, selon la nouvelle grille communale de densité à sept niveaux définie par l'Insee en 2022.
Elle appartient à l'unité urbaine de Bordeaux, une agglomération intra-départementale regroupant 73  communes, dont elle est une commune de la banlieue,,. Par ailleurs la commune fait partie de l'aire d'attraction de Bordeaux, dont elle est une commune de la couronne,. Cette aire, qui regroupe 275 communes, est catégorisée dans les aires de 700 000 habitants ou plus (hors Paris),.

### Occupation des sols

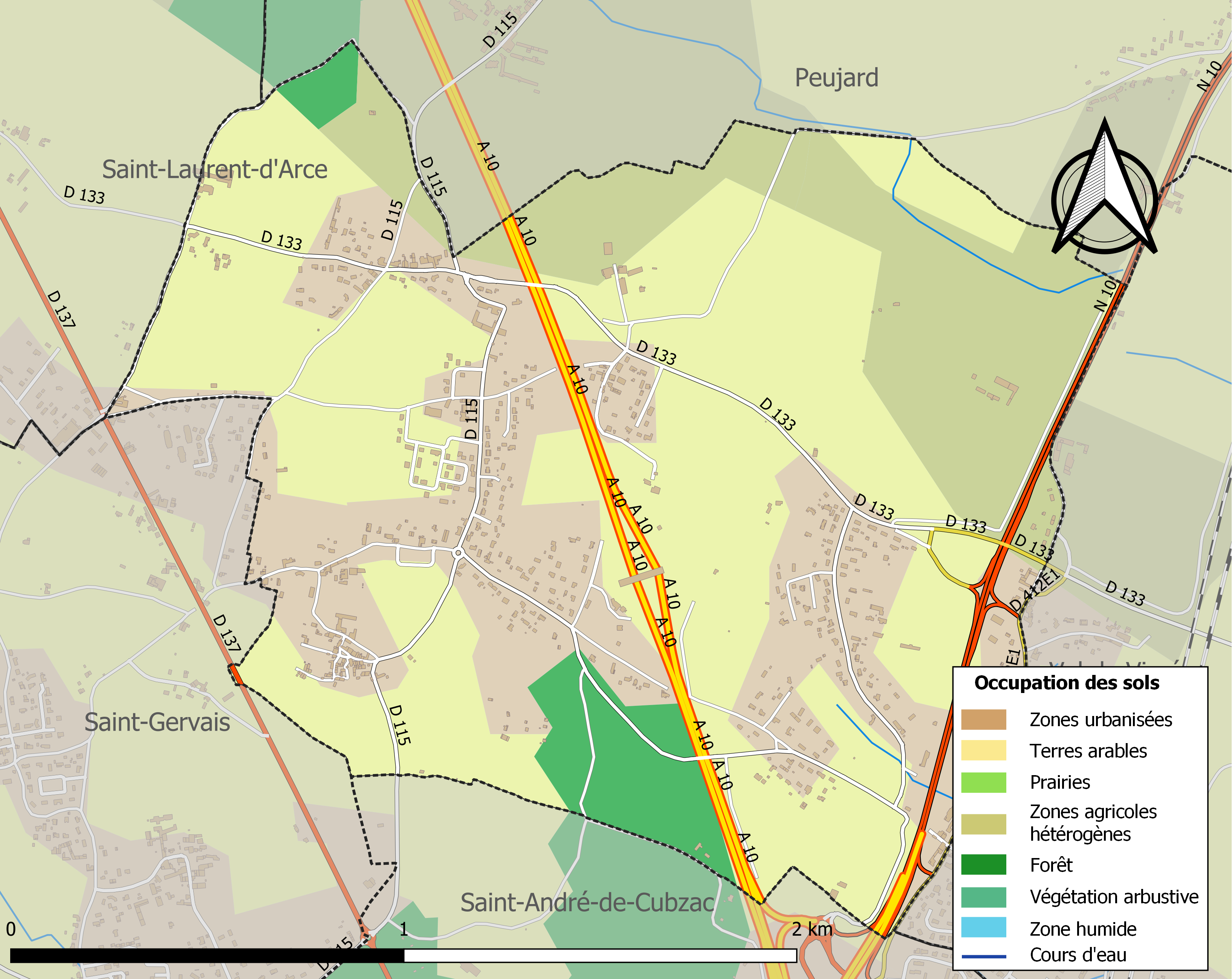
Carte des infrastructures et de l'occupation des sols de la commune en 2018 (CLC).

L'occupation des sols de la commune, telle qu'elle ressort de la base de données européenne d’occupation biophysique des sols Corine Land Cover (CLC), est marquée par l'importance des territoires agricoles (66,1 % en 2018), en diminution par rapport à 1990 (93,1 %). La répartition détaillée en 2018 est la suivante : 
cultures permanentes (49,2 %), zones urbanisées (28,8 %), zones agricoles hétérogènes (16,9 %), forêts (5,1 %). L'évolution de l’occupation des sols de la commune et de ses infrastructures peut être observée sur les différentes représentations cartographiques du territoire : la carte de Cassini (XVIIIe siècle), la carte d'état-major (1820-1866) et les cartes ou photos aériennes de l'IGN pour la période actuelle (1950 à aujourd'hui).

### Risques majeurs
Le territoire de la commune de Virsac est vulnérable à différents aléas naturels : météorologiques (tempête, orage, neige, grand froid, canicule ou sécheresse), mouvements de terrains et séisme (sismicité faible). Un site publié par le BRGM permet d'évaluer simplement et rapidement les risques d'un bien localisé soit par son adresse soit par le numéro de sa parcelle.
Les mouvements de terrains susceptibles de se produire sur la commune sont des affaissements et effondrements liés aux cavités souterraines (hors mines). Par ailleurs, afin de mieux appréhender le risque d’affaissement de terrain, un inventaire national permet de localiser les éventuelles cavités souterraines sur la commune.

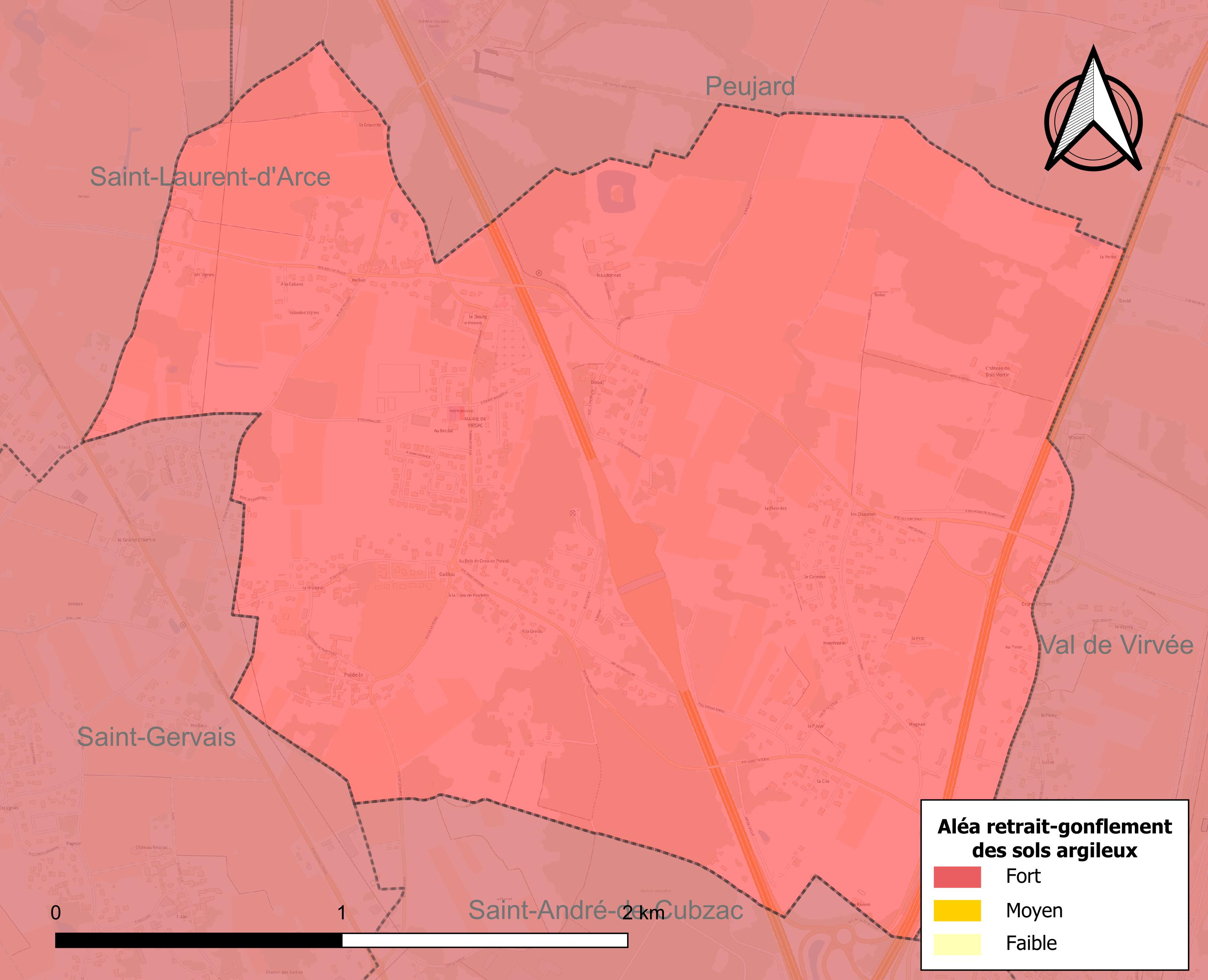
Carte des zones d'aléa retrait-gonflement des sols argileux de Virsac.

Le retrait-gonflement des sols argileux est susceptible d'engendrer des dommages importants aux bâtiments en cas d’alternance de périodes de sécheresse et de pluie. La totalité de la commune est en aléa moyen ou fort (67,4 % au niveau départemental et 48,5 % au niveau national). Sur les 382 bâtiments dénombrés sur la commune en 2019,  382 sont en aléa moyen ou fort, soit 100 %, à comparer aux 84 % au niveau départemental et 54 % au niveau national. Une cartographie de l'exposition du territoire national au retrait gonflement des sols argileux est disponible sur le site du BRGM,.
La commune a été reconnue en état de catastrophe naturelle au titre des dommages causés par les inondations et coulées de boue survenues en 1982, 1999, 2009 et 2021, par la sécheresse en 2011 et par des mouvements de terrain en 1999.

## Histoire
L'autoroute A10, l'Aquitaine, la traverse depuis 1974 ; avec son aire de péage terminale, elle partage en deux son territoire.
Cet équipement pouvait faire appréhender la désertion de cette partie du canton de Saint-André-de-Cubzac, mais la commodité des communications a encouragé la construction d'habitations tout le long de la route départementale 115.
Le reste de la commune, dont les deux parties sont reliées par des  ponts, conserve sa vocation agricole caractérisée par la production de vins d'AOC Bordeaux Supérieur.

## Politique et administration
| Période | Période  | Identité                                    | Étiquette | Qualité |
| ------- | -------- | ------------------------------------------- | --------- | ------- |
| 1793    | 1796     | Michel Brisset                              |           |         |
| 1796    | 1814     | Jean-Pierre d'Aubry                         |           |         |
| 1814    | 1867     | Pierre d'Aubry                              |           |         |
| 1867    | 1874     | Pierre Sabourin                             |           |         |
| 1874    | 1880     | Pierre Joseph Édouard d'Alesme de Meycourby |           |         |
| 1881    | 1896     | Albert d'Alesme de Meycourby                |           |         |
| 1897    | 1917     | Pierre Rousseau                             |           |         |
| 1917    | 1925     | Jean Sallé                                  |           |         |
| 1925    | 1932     | Georges Guinaudie                           |           |         |
| 1932    | 1932     | Jean Sallé                                  |           |         |
| 1932    | 1971     | Henri Étié                                  |           |         |
| 1971    | 1977     | Gatien Bernatet                             |           |         |
| 1977    | 2007     | Jean-Jacques Fortin                         |           |         |
| 2007    | En cours | Christiane Bourseau                         | DVG       |         |

## Démographie
L'évolution du nombre d'habitants est connue à travers les recensements de la population effectués dans la commune depuis 1793. Pour les communes de moins de 10 000 habitants, une enquête de recensement portant sur toute la population est réalisée tous les cinq ans, les populations de référence des années intermédiaires étant quant à elles estimées par interpolation ou extrapolation. Pour la commune, le premier recensement exhaustif entrant dans le cadre du nouveau dispositif a été réalisé en 2008.

En 2022, la commune comptait 1 283 habitants, en évolution de +14,35 % par rapport à 2016 (Gironde : +6,91 %, France hors Mayotte : +2,11 %).
| 1793 | 1800 | 1806 | 1821 | 1831 | 1836 | 1841 | 1846 | 1851 |
| ---- | ---- | ---- | ---- | ---- | ---- | ---- | ---- | ---- |
| 386  | 335  | 318  | 375  | 343  | 341  | 364  | 350  | 353  |

| 1856 | 1861 | 1866 | 1872 | 1876 | 1881 | 1886 | 1891 | 1896 |
| ---- | ---- | ---- | ---- | ---- | ---- | ---- | ---- | ---- |
| 314  | 318  | 318  | 300  | 264  | 274  | 267  | 245  | 271  |

| 1901 | 1906 | 1911 | 1921 | 1926 | 1931 | 1936 | 1946 | 1954 |
| ---- | ---- | ---- | ---- | ---- | ---- | ---- | ---- | ---- |
| 273  | 243  | 261  | 261  | 219  | 253  | 252  | 252  | 285  |

| 1962 | 1968 | 1975 | 1982 | 1990 | 1999 | 2006 | 2008 | 2013  |
| ---- | ---- | ---- | ---- | ---- | ---- | ---- | ---- | ----- |
| 327  | 341  | 407  | 593  | 926  | 901  | 962  | 969  | 1 052 |

| 2018  | 2022  | - | - | - | - | - | - | - |
| ----- | ----- | - | - | - | - | - | - | - |
| 1 102 | 1 283 | - | - | - | - | - | - | - |

## Équipements, services et vie locale

### Enseignement

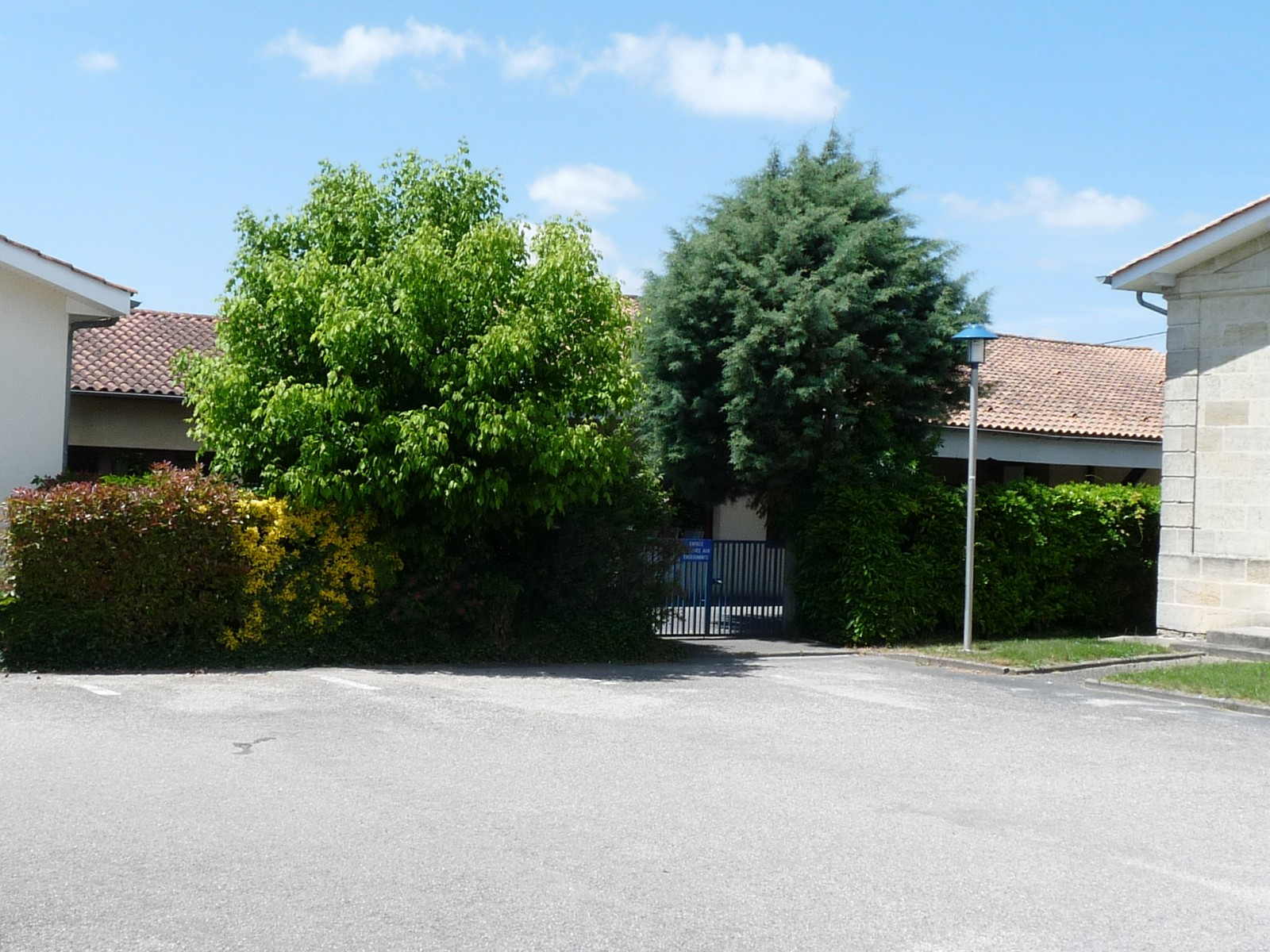
L'école primaire.

- École primaire.

## Lieux et monuments

### Église Saint-Genès
L'église paroissiale Saint-Genès est une église romane des XIe et XIIe siècles mais restaurée dans un style néo-gothique. Elle est consacrée à saint Genès, martyrisé à Rome sous l'Empereur Dioclétien et enseveli aux Alyscamps, ancienne nécropole gallo-romaine située près d'Arles, le long de la voie Aurélienne. Le clocher-porche carré, voûté d'une croisée d'ogives dont la clef porte la date 1900, est surmonté d'une flèche octogonale décorée à la base, de fausses lucarnes. Le clocher s'accompagne d'une tourelle polygonale. L'abside semi-circulaire s'appuie, côté sud, sur des contreforts plats. La sacristie et un bas-côté occupent le côté nord. La nef est voûtée (dimensions : 5 mètres 20 de large x 5 mètres 60 de haut) ; les murs sont de 50 centimètres d'épaisseur seulement. La clôture liturgique en fer forgé (appelée aussi grille de communion) du quatrième quart du XIXe siècle est classée Monument historique à titre d'objet par arrêté du 29 mars 1971. Nous notons la présence d'une ancienne croix à l'entrée. La croix du cimetière en pierre calcaire a été construite au XVIIIe siècle. Elle est surmontée d'une croix en fer cannelé. La croix est classée Monument Historique à titre d'objet par arrêté du 11 décembre 1974.

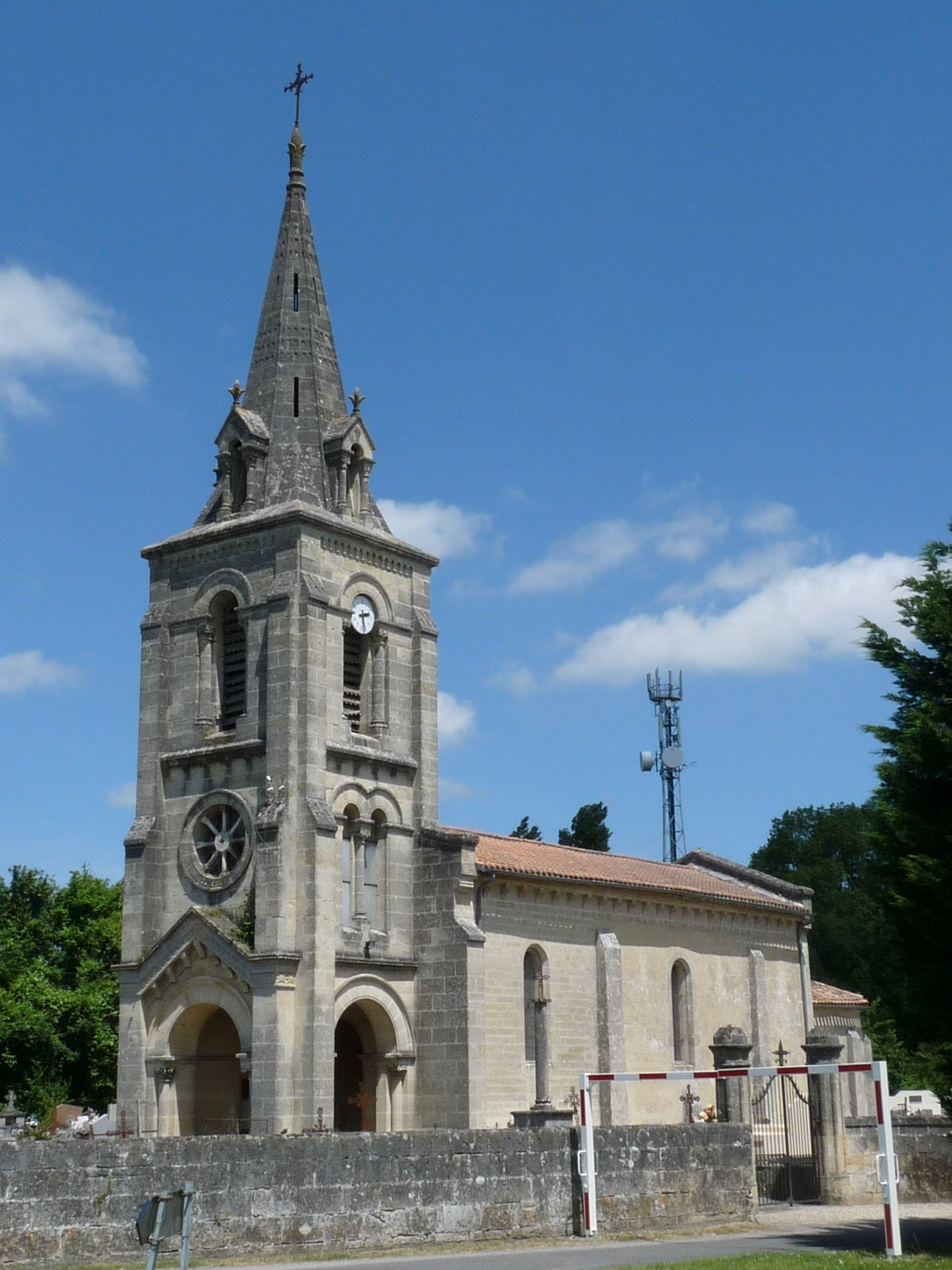
L'église Saint-Genès.
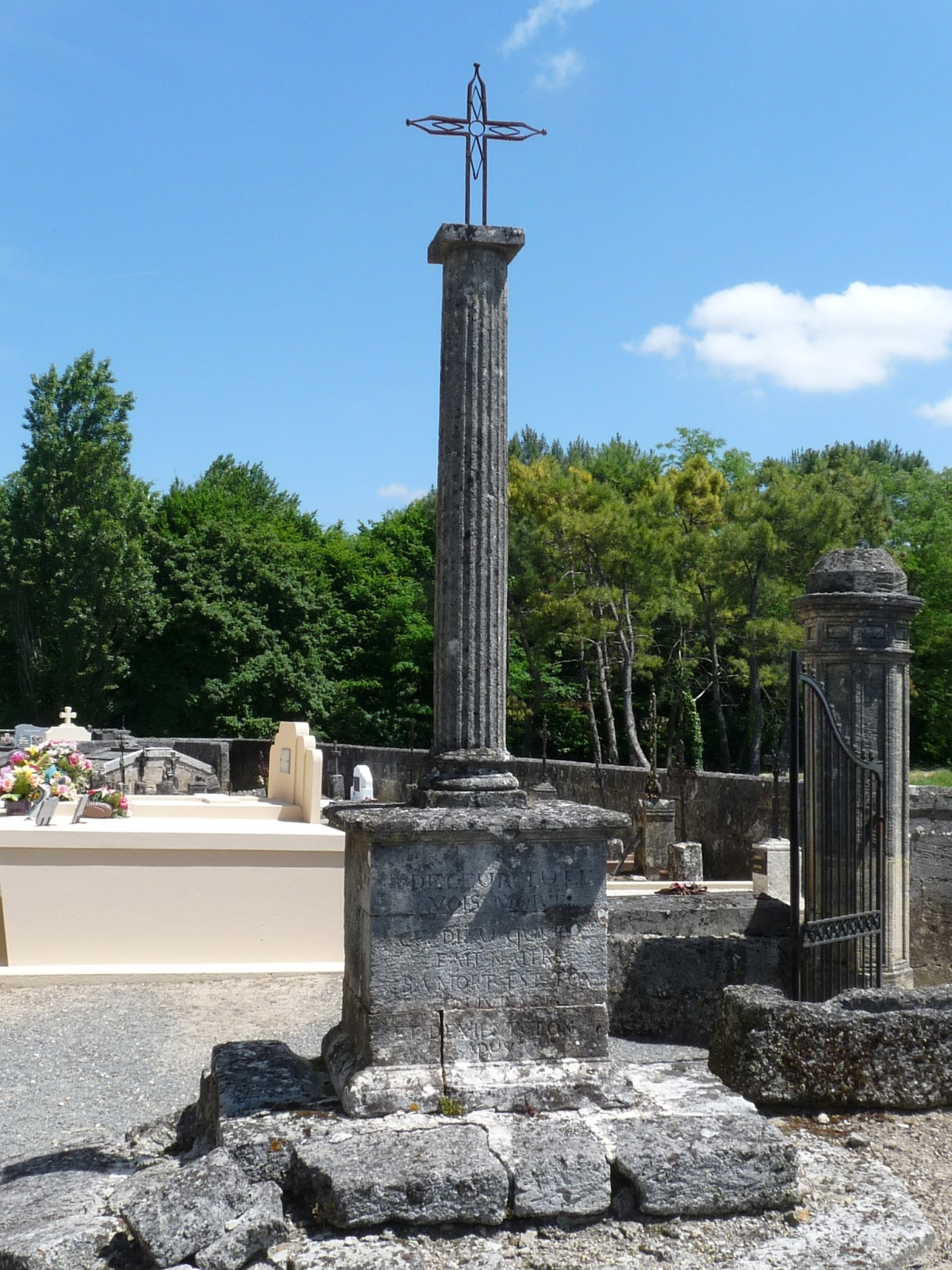
Croix de cimetière.

### Château Bois Martin
Le château Bois Martin fut d'abord une maison bourgeoise entourée de bois qui appartenait à la fin du XVIe siècle, à Raymond de Bonnefont, écuyer et maître de poste sur la route de Bordeaux à Paris. Il eut l’occasion de rendre quelques services à Henri IV et celui-ci lui donna en 1602 des titres de noblesse en récompense. Il meurt en 1628 et ses descendants formèrent les branches des « Bonnefont de Boismartin » et des « Bonnefont de Lacaussade ». Au château il existait des relais qui permettaient de changer chevaux et postillons, il était parmi ces relais mais il disparut avant 1800. Jean de Brezets, époux de Catherine de Bonnefont, surmonta le principal corps de logis d'un pavillon carré couvert en ardoises. La famille de Bonnefont s'allia avec plusieurs familles connues : de Mondenard de Roquelaure, de Prieur, de Voisin, d'Aubry de Puymorin, Boucher de Naudonnet, de Malescot, de Lavau, de Sorlus, de Bonnevin...

### Château Julie
À l'origine, le château se nomme « château Naudonnet » mais son ancien propriétaire donna un nouveau nom au château, trouvant que la saveur du vin produit sur ce terroir évoquait une certaine femme, sa maitresse : « Julie ».
Le château était un relais sur la route d'Or (Calais-Bayonne) et c'était aussi le lieu de passage des pèlerins de Saint-Jacques-de-Compostelle. Cette maison noble fut construite au cours du XVIIe siècle par la famille Naudonnet. Entouré de 80 hectares de terrain, dont 40 de vignes, le château Julie est une propriété viticole. Après de longs de travaux, le château Julie retrouva en 1999 toute sa beauté originelle et reçut « l'appellation » chambre d'hôtes, en effet les propriétaires ont aménagé des chambres d'hôtes dans le château et dans les dépendances. Depuis, il est tenu par Jos et Wim Van Der Eijk, partageant avec les hôtes une atmosphère conviviale.

## Personnalités liées à la commune
- Jean Lavidalie (1902-1936), mécanicien-aviateur français né à Virsac.